# Paul Magnier
Paul Magnier (født 14. april 2004 i Varces-Allières-et-Risset) er en cykelrytter fra Frankrig, der er på kontrakt hos Soudal Quick-Step.